# Pierre-Edmond Teisserenc de Bort
Pour les articles homonymes, voir Teisserenc de Bort et Bort.
Pierre Teisserenc de Bort, né le 4 septembre 1814 à Châteauroux et mort le 29 juillet 1892 à Paris 8e, est un homme politique français.
Cet ingénieur, polytechnicien de formation, notamment spécialiste des chemins de fer, a été député, sénateur et ministre de l'agriculture.

## Biographie

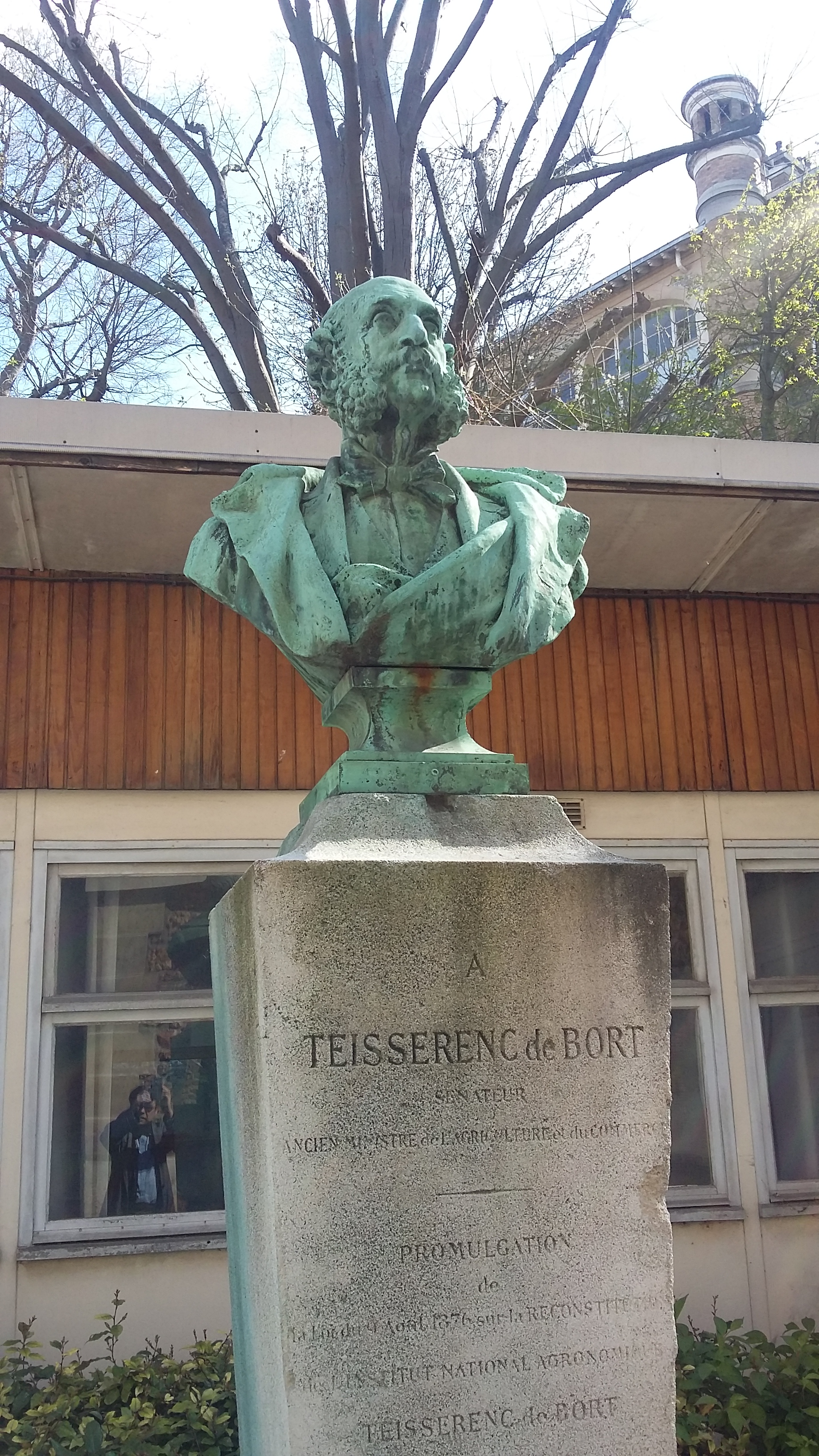
Buste de Teisserenc de Bort, AgroParisTech, Paris.

Fils de Pierre Joseph Teisserenc, fabricant de draps, et de Marie-Zéline Muret de Bort, Teisserenc est sorti de l'École polytechnique en 1835 (classé 36e sur 140 élèves).
En 1842, il est chargé de l'inspection des chemins de fer. Il devient plus tard administrateur du chemin de fer Paris-Lyon. Il est également l'auteur de nombreux ouvrages sur les chemins de fer.
Il est élu député de l'Hérault en 1846, de la Haute-Vienne en 1871. Il est nommé ministre de l'Agriculture du 22 avril 1872 au 24 mai 1873, du 9 mars 1876 au 16 mai 1877 et du 13 décembre 1877 au 4 février 1879. Il occupe le siège de sénateur de la Vienne de 1876, jusqu'à sa mort en 1892. Il est ambassadeur près l'Empire austro-hongrois à Vienne de 1879 à 1880.
Avant de reprendre ses activités politiques en 1871, il s'intéresse à l'agriculture et notamment à l'élevage de vaches limousines. Pionnier dans le développement de cette race bovine, il possède une vaste propriété près d'Ambazac qu'il fait exploiter par des métayers et sur laquelle il s'intéresse à l'amélioration de la race.
Devant le Sénat, le 21 mars 1876, il dépose une proposition de loi visant à créer, ou plutôt à rétablir, cette fois à Paris, un Institut national agronomique qui avait eu une éphémère existence, à Versailles, en 1848-1849.
Organisateur de l'Exposition universelle de 1878, il a supervisé celle de 1889.

### Descendance
Son fils Léon s’est fait connaître comme météorologue.
Son fils Edmond, qui fit une carrière politique, fut président de la société d'agriculture de Limoges.

## Ouvrages
- Les Travaux publics en Belgique et les Chemins de fer en France : rapport adressé au ministre des travaux publics, Paris, Librairie Mathias, 1839, 672 p., In-8°, carte (BNF 31440532, lire en ligne)
- De la politique des chemins de fer et de ses applications diverses, Paris, Librairie Mathias, 1842 (lire en ligne)
- Études sur les voies de communication perfectionnées et sur les lois économiques de la production du transport, suivies de tableaux statistiques sur les frais de navigation et d'une analyse raisonnée des comptes des principaux chemins de fer français, belges, anglais et allemands, Paris, Librairie Mathias, 1847, 944 p., In-8° (BNF 31440520, lire en ligne)